# Campionati mondiali di sollevamento pesi 2022 - +87 kg femminile
Le gare di sollevamento pesi della categoria oltre gli 87 kg femminile — pesi supermassimi — dei campionati mondiali del 2022 si sono svolte il 15 dicembre 2022 a Bogotà presso la Gran Carpa Américas Corferias.

## Programma
L'orario indicato corrisponde a quello colombiano (UTC-05:00)
| Data             | Orario | Evento   |
| ---------------- | ------ | -------- |
| 15 dicembre 2022 | 11:30  | Gruppo B |
| 15 dicembre 2022 | 16:30  | Gruppo A |

## Medagliate
Per ciascun esercizio, le prime tre classificate sono le seguenti:
| Esercizio | Oro       | Oro    | Argento        | Argento | Bronzo              | Bronzo |
| --------- | --------- | ------ | -------------- | ------- | ------------------- | ------ |
| Strappo   | Li Wenwen | 141 kg | Sarah Robles   | 127 kg  | Duangaksorn Chaidee | 126 kg |
| Slancio   | Li Wenwen | 170 kg | Emily Campbell | 165 kg  | Duangaksorn Chaidee | 160 kg |
| Totale    | Li Wenwen | 311 kg | Emily Campbell | 287 kg  | Duangaksorn Chaidee | 286 kg |

## Record
Prima di questa competizione, i record mondiali esistenti erano i seguenti:
| Record mondiale | Strappo | Li Wenwen | 148 kg | Tashkent, Uzbekistan | 25 aprile 2021 |
| Record mondiale | Slancio | Li Wenwen | 187 kg | Tashkent, Uzbekistan | 25 aprile 2021 |
| Record mondiale | Totale  | Li Wenwen | 335 kg | Tashkent, Uzbekistan | 25 aprile 2021 |

## Risultati
| Pos. | Atleta                    | Gr. | Peso atleta | Strappo (kg) | Strappo (kg) | Strappo (kg) | Strappo (kg) | Slancio (kg) | Slancio (kg) | Slancio (kg) | Slancio (kg) | Totale |
| Pos. | Atleta                    | Gr. | Peso atleta | 1            | 2            | 3            | Pos.         | 1            | 2            | 3            | Pos.         | Totale |
| ---- | ------------------------- | --- | ----------- | ------------ | ------------ | ------------ | ------------ | ------------ | ------------ | ------------ | ------------ | ------ |
|      | Li Wenwen (CHN)           | A   | 146.90      | 130          | 141          | 141          |              | 166          | 170          | —            |              | 311    |
|      | Emily Campbell (GBR)      | A   | 127.50      | 119          | 122          | 125          | 5            | 157          | 161          | 165          |              | 287    |
|      | Duangaksorn Chaidee (THA) | A   | 115.40      | 120          | 124          | 126          |              | 155          | 158          | 160          |              | 286    |
| 4    | Sarah Robles (USA)        | A   | 141.80      | 120          | 125          | 127          |              | 151          | 151          | 155          | 7            | 282    |
| 5    | Son Young-hee (KOR)       | A   | 113.70      | 116          | 121          | 124          | 6            | 156          | 159          | 161          | 4            | 280    |
| 6    | Halima Abdelazim (EGY)    | A   | 143.00      | 118          | 122          | 125          | 4            | 148          | 153          | 157          | 8            | 275    |
| 7    | Lisseth Ayoví (ECU)       | A   | 133.40      | 110          | 115          | 120          | 7            | 145          | 151          | 155          | 6            | 275    |
| 8    | Park Hye-jeong (KOR)      | A   | 122.40      | 115          | 115          | 119          | 8            | 155          | 159          | 161          | 5            | 274    |
| 9    | Nurul Akmal (INA)         | A   | 122.40      | 105          | 110          | 115          | 10           | 145          | 145          | 150          | 10           | 260    |
| 10   | Crismery Santana (DOM)    | A   | 103.60      | 112          | 116          | 119          | 9            | 138          | 141          | —            | 12           | 257    |
| 11   | Lyubov Kovalchuk (KAZ)    | B   | 126.40      | 108          | 110          | 114          | 13           | 140          | 146          | 146          | 9            | 256    |
| 12   | Naryury Pérez (VEN)       | B   | 94.90       | 110          | 114          | 116          | 11           | 135          | 135          | 141          | 11           | 255    |
| 13   | Yaniuska Espinosa (VEN)   | B   | 104.90      | 110          | 114          | 114          | 12           | 133          | 136          | —            | 13           | 243    |
| 14   | Sarah Fischer (AUT)       | B   | 94.50       | 99           | 103          | 106          | 14           | 128          | 132          | 136          | 14           | 238    |
| 15   | Yuna Nakajima (JPN)       | B   | 95.20       | 98           | 103          | 103          | 15           | 125          | 125          | 135          | 16           | 223    |
| 16   | Tereza Králová (CZE)      | B   | 102.80      | 80           | 85           | 88           | 16           | 100          | 107          | 114          | 17           | 195    |
| 17   | Ligare Makungu (KEN)      | B   | 107.10      | 71           | 74           | 78           | 17           | 95           | 100          | 102          | 18           | 169    |
| —    | Emma Friesen (CAN)        | B   | 114.10      | 106          | 107          | 107          | —            | 125          | 125          | 130          | 15           | —      |
| —    | Kuinini Manumua (TGA)     | B   | 95.70       | —            | —            | —            | —            | —            | —            | —            | —            | —      |